# Phillip Terry
Phillip Terry (San Francisco, 7 maart 1909 - Santa Barbara, 23 februari 1993), geboren als Frederick Henry Kormann, was een Amerikaans acteur.
Terry wilde acteur worden na zijn studie aan het Royal Academy of Dramatic Art, maar hij begon met een baan bij een radio. Hier werd hij opgemerkt door een agent van Metro-Goldwyn-Mayer. Na een geslaagde screentest kreeg hij een contract. Bij de studio ontmoette hij Joan Crawford, met wie hij van 1942 tot en met 1946 getrouwd zou zijn.
Pas vanaf de jaren 40 werden Terry's rollen belangrijker en in 1945 kreeg hij een van de hoofdrollen in The Lost Weekend. Zijn populariteit daalde echter net zo snel als deze was gestegen en hij stopte al met acteren aan het eind van de jaren 40.
- Biblioteca Nacional de España: XX1016948
- Bibliothèque nationale de France: cb14025738z (data)
- Gemeinsame Normdatei: 1065422202
- International Standard Name Identifier: 0000 0000 4295 7442
- Library of Congress Control Number: no91017528
- Nationale Bibliotheek van Tsjechië: xx0182038
- Nationale Bibliotheek van Israël: 987007352850205171
- Nederlandse Thesaurus van Auteursnamen: 23021200X
- Système universitaire de documentation: 15014881X
- Virtual International Authority File: 17421460
- WorldCat: E39PBJd3PdBGRJC4w7tcRtgR8C